# كليفلاند براون الابن
كليفلاند أورينتال براون جونيور هو شخصية خيالية في المسلسل التلفزيوني الكرتوني فاميلي غاي ومسلسله العرضي ذا كليفلاند شو. وهو ابن كليفلاند براون وزوجته السابقة الراحلة لوريتا. يتم تصويره في فاميلي غاي على أنه نحيف ومفرط النشاط؛ مع ذلك، فقد تبين في ذا كليفلاند شو أنه قد خضع لعملية تحول ملحوظة، سواء من حيث الزيادة الكبيرة في الوزن والشخصية الضعيفة حديثًا. أعار مايك هنري صوته له في فاميلي غاي بينما أعار كيفن مايكل ريتشاردسون في ذا كليفلاند شو وكذلك أثناء عودة الشخصية إلى العرض السابق.
في سن يبلغ الرابعة عشرة، جونيور هو الطفل الوحيد لكليفلاند، ربيب دونا تابس، والأخ غير الشقيق لروبرتا ورالو تابس. إن أبرز سمات شخصية جونيور هي كسله، وسمنته، وانخفاض ذكائه الاجتماعي (رغم وجود إشارات عرضية إلى كونه ذكيًا أكاديميًا). لقد أصيب بضعف بصر على مر السنين وهو يرتدي الآن نظارات. ومنذ طلاق والديه، أعطت لوريتا حضانة كليفلاند الابن إلى كليفلاند وأجبرته على الانتقال. وهكذا، غادر الزوج إلى كاليفورنيا. ومع ذلك، في الطريق، قرروا العيش بستولبند في فيرجينيا بدلًا من ذلك، حيث تزوج كليفلاند من دونا تابس، وصار كل من رالو وروبرتا أشقائه من الدرجة الأولى.

## دوره فيعرض كليفلاند
إن كليفلاند جونيور هدف متكرر للنكات المتعلقة بالوزن من مجموعة متنوعة من الشخصيات في المسلسل، ولا سيما رالو، شقيقه غير الشقيق. عندما التقى رالو بكليفلاند جونيور ووالده، كان يسميهما في كثير من الأحيان «السمينين». في الحلقة الثانية، عمل كليفلاند جونيور كبابٍ في الحمام حتى يتمكن من كسب احترام زملائه في الفصل، مما أغضب كليفلاند. كما أنه ينضح بطبيعة عصبية وحساسة للغاية، ويبدو أنه يخاف من المحامص لأن المحمصة في منزله تخيفه وتهزأ به (مثل كريس والقرد في خزانة ملابسه).
تم الكشف في «ولادة بائع متجول» أن كليفلاند جونيور قد كبت العواطف الناتجة عن طلاق والديه ولم يبكي في الواقع من قبل. لقد كشف أيضًا عن استيائه تجاه والدته، لوريتا، لخيانتها والده مع عودة كواغماير في «ذا كليفلاند لوريتا كواغماير». وبسبب شعوره بالسوء تجاه الطريقة التي عاملوه بها، ساعدت روبرتا ورالو كليفلاند جونيور في التعبير عن حزنه وفي نفس الوقت قبل الثلاثة بعضهم البعض كعائلة. في «الإعصار!»، جونيور يكشف أنه فقد إيمانه بالله بعد أن علم من لوريتا أن يسوع سامحها بسبب علاقتها مع جلين كواجماير التي أدت إلى طلاقها كليفلاند. ويذكر أيضًا أنه لا يؤمن بالله، رغم أنه يدعي أنه ليس ملحدًا أيضًا، وهو يعتبر الإلحاد «دينًا أيضًا». ومع ذلك، في الحلقات اللاحقة، يُعرِّف صراحةً بأنه ملحد دون أي تأهيل من هذا القبيل. في «السيد والسيدة براون»، أخبر رالو أنه يقرأ بلوبر لجودي بلوم لأنهم لا يملكون القرآن، مما يعني أنه قد يكون مسلمًا.
تجعل بدانة جونيور وتدني احترامه لذاته من الصعب عليه العثور على أصدقاء. في «رقصة عشاء دا دوجون الأب والابنة»، يبدو أنه أصبح صديقًا لديريك ولاين وريجي وكايل، مع أن هذا يرجع فقط إلى موافقته على العمل كباب حمام بديل. وفي الحلقات اللاحقة، واصل ديريك ولاين وريجي التنمر على جونيور، غالبًا بقيادة أوليفر ويلكرسون. في «واحد عن الأصدقاء»، كوّن كليفلاند الابن صداقة فعلية مع إيرني، نجل ليستر كرينكليساك. كما شارك قبلة مع لورا ديفيس في كرة العفة في كنيسة مجتمع ستولبيند.
بينما لم يكن جونيور نشطًا كما كان في فاميلي غاي، إلا أنه لديه اهتمامات وهوايات أخرى؛ إنه يستمتع بالعلوم، ولعب توبا في فرقة مدرسة ستولبيند الثانوية، وهو قائد فرقة Freedom Scouts، وهي نسخة ستولبيند من الكشافة. رشحه ديريك لمنصب رئيس مجلس الطلاب على سبيل المزاح، ولكنه فاز بالمنصب بعد أن أنقذ حياة أوليفر ويلكرسون. بالإضافة إلى ذلك، وفي حين أنه قد لا يَعرف الكثير عندما يتعلق الأمر بالمواقف الاجتماعية، فهو طالب ممتاز في مدرسة ستولبيند الثانوية مع أخته الكبرى، روبرتا.
يشير مشهد في «قوارض مثل هذا» إلى أن جونيور في كليفلاند شو يتمتع بحياة مزدوجة مظلمة. لقد كشف لرالو أنه عميل سري قتل كليفلاند جونيور الأصلي (الذي ظهر في المواسم الأربعة الأولى من فاميلي غاي) من أجل وضعه في عائلة براون. لم تتم متابعة هذه النكتة في الحلقات اللاحقة، مما يشير إلى أنها كانت إما حقيقية أو مزحة تفصيلية على رالو بدافع الانزعاج، فقد صمم رالو على معرفة ما كان في حقيبة الابن في وقت سابق من الحلقة التي أدت إلى منظمة سرية عالية.
كليفلاند براون جونيور متزوج من سيسيليا، كما هو موضح في "Y Tu Junior También"، لمنع ترحيلها.

## الشخصية

### صنع الشخصية
ظهر كليفلاند جونيور لأول مرة في حلقة الموسم الثاني من فاميلي غاي «الحب الخاص بك الكأس»، لكنه ظهوره كان قليلًا بعد ذلك. من المفترض أنه تم نقله إلى عهدة لوريتا بعد أن طلقها كليفلاند في فيلم «كليفلاند لوريتا كواجماير» ومنذ ذلك الحين خضع لإعادة اختراع شخصية رئيسية عندما أصبح شخصية رائدة في كليفلاند شو. بعد الانتهاء من طلاق كليفلاند ولوريتا في الحلقة التجريبية من كليفلاند شو، تم وضع جونيور في عهدة كليفلاند، وانتقلَا من كواهوج في رود آيلاند إلى ستولبند في فيرجينيا حيث أعاد كليفلاند إحياء علاقته مع حبيبته من المدرسة الثانوية دونا تابس التي تزوجها لاحقًا.

### التصميم
في فاميلي غاي، كان كليفلاند الابن طفلًا نشطًا متوسط الحجم، ولكنه في مسلسل كليفلاند شو يبدو كبير السن، وبوزن ثقيل، ومن المحتمل أن يكون أكثر ذكاءً، ويرتدي نظارات. في فاميلي غاي، يرتدي قميصًا أرجوانيًا وجينزًا أزرق وحذاءً رياضيًا أبيض، ولكن في مسلسل كليفلاند شو، يرتدي قميصًا أحمر وسروالًا قصيرًا أزرق وأحذية رياضية ونظارات. كما أنه أقصر بشكل ملحوظ، حيث يُظهره مسلسل فاميلي غاي أنه متوسط الطول بالنسبة لعمره، بينما يبدو في كليفلاند شو، أن طوله لا يزيد عن 5 أقدام وعمره 14 عامًا.
كان كليفلاند جونيور شخصية ثانوية قضى وقتًا قصيرًا مع بيتر غريفين في حلقة «الآب الأول»، حيث أظهر موهبة في لعب الغولف. بعد تلك الحلقة، ظهر لفترة وجيزة في وقت لاحق من العرض، مع آخر ظهور له في فاميلي غاي، حتى عام 2010 في جنازة والده المفترضة، إلى جانب لوريتا.

### الصوت

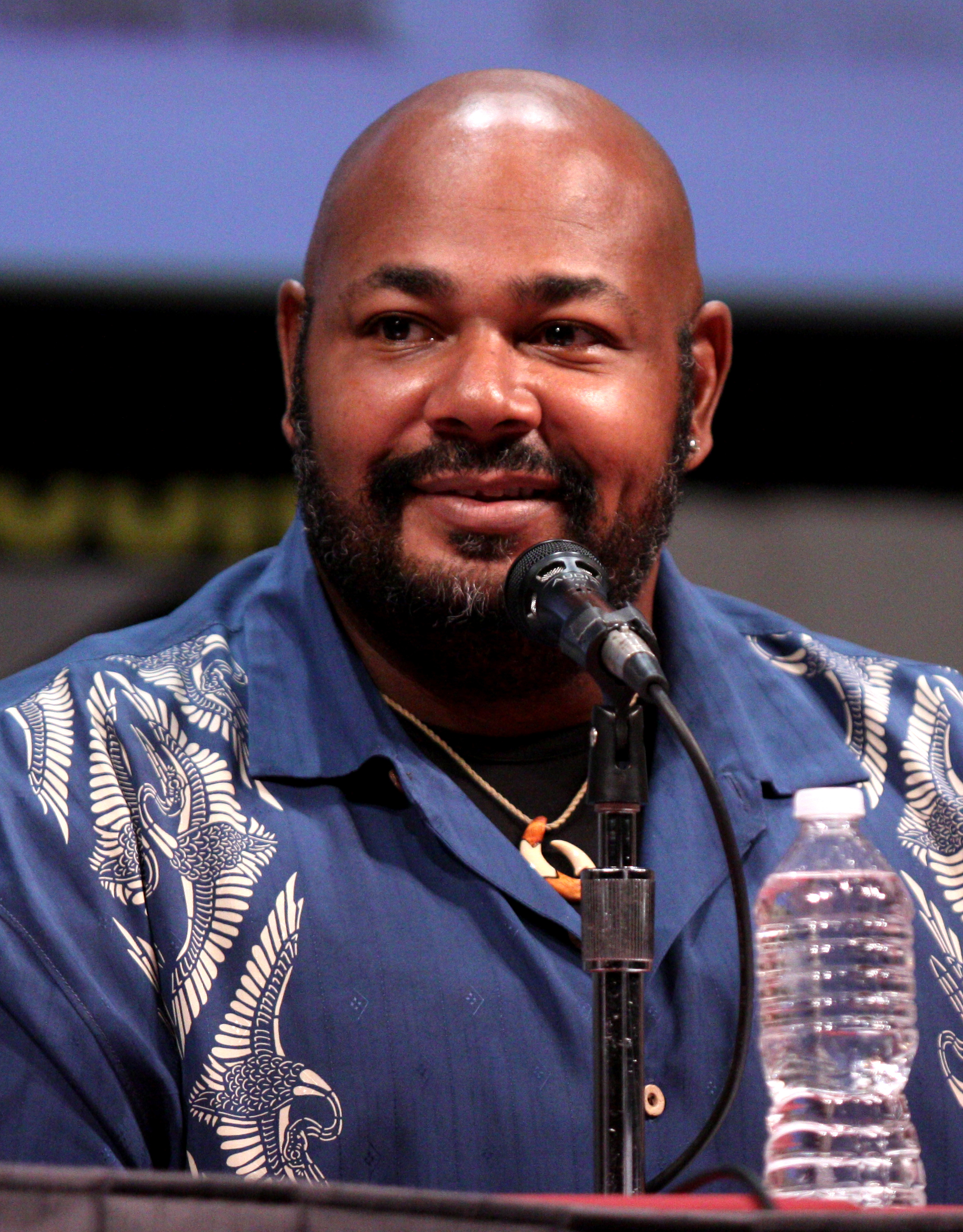
أعار كيفن مايكل ريتشاردسون صوته لجونيور اعتبارًا من عام 2009.

يتم توفير صوت جونيور من قبل كيفن مايكل ريتشاردسون، الذي يعير صوته شخصيات أخرى في بكليفلاند شو، بما في ذلك ليستر كرينكليساك، جوليوس، وبي هاوند. أعار مايك هنري صوته لجونيور في فاميلي غاي.
وصف ريتشاردسون إعارته صوته لكليفلاند جونيور بأنه «شخصية قام بها على مسلسل إي آر اسمها باتريك، الذي كان يعاني من إعاقة عقلية وكان يرتدي خوذة كرة القدم.» قبل بث العرض في عام 2009، ظهرت لوحة العرض سان دييغو كومك كون إنترناشونال لعام 2009، وعقدت مناقشة حول العرض. عند وصف تغير جونيور في المظهر الجسدي والعمر، قال مايك هنري «لم يكن لدى كليفلاند جونيور الكثير حقًا ولذا لم يظهر لفترة من الوقت، ولذاك، فقد تقدمنا في السن وأفسحنا المجال لرالو ليكون الأصغر لبعض الوقت». قدم مبتكرو العرض في وقت لاحق شرحًا لمظهر جونيور المتغير في «قوارض مثل هذا».

## روابط خارجية
- الموقع الرسمي لمسلسل كليفلاند شو على FOX.com